# کاخ ژوفین
کاخ ژوفین (کاخ سوفی) (زبان چکی: Palác Žofín) یک ساختمان در سبک رنسانس نو در پراگ در جمهوری چک است. این ساختمان اکنون یک فرهنگسرا است که در آن کنسرت، همایش و نمایشگاه برگزار می‌شود.
کاخ ژوفین در جزیره کوچکی به نام جزیره اسلاوی (به چکی؛ Slovanský ostrov) واقع شده‌است. این جزیره در رودخانه ولتاوا در شهر پراگ قرار دارد.

## پیشینه
جزیره اسلاوی در رودخانه ولتاوا در قرن هجدهم شکل گرفت. پس از آن‌که این جزیره در سال ۱۷۸۴ بر اثر سیل آسیب دید آن را با یک دیوار و با کاشت درخت محافظت کردند. در سال ۱۸۳۰، جزیره، که آن زمان به جزیره رنگرز (Barvířský ostrov) نامیده می‌شد، توسط آسیابانی به نام واتسلاو نووتنی خریداری شد. او در سال ۱۸۳۶–۱۸۳۷ یک بنای نورنسانس در این محل برپا کردو آن را به نام شاهزاده سوفی (در تلفظ چکی: ژوفی)، مادر امپراتور اتریش فرانتس یوزف یکم نام‌گذاری کرد. ساختمان یک‌طبقه ژوفین دارای تالار کنسرت و تالار اجتماعات بود و در سال ۱۸۳۷ با افزودن یک سالن رقص بازگشایی شد.
در سال ۱۸۴۸ کنگره اسلاوی پراگ در کاخ ژوفین برگزار شد. به فراخور همین همایش بود که جزیره‌ای که ساختمان بر آن بنا شده «جزیره اسلاوی» نام گرفت.
در سال ۱۸۸۴ شهرداری پراگ این جزیره را با کاخ آن خرید و آن را به شکل یک عمارت دوطبقه بازسازی کرد. نمای بیرونی و نمای درونی کاخ ژوفی از ۱۹۹۱ تا ۱۹۹۴ نوسازی شد.
از سال ۲۰۰۵ کنفرانس سالانه فوروم ۲۰۰۰ در این کاخ برگزار می‌شود.

## نگارخانه

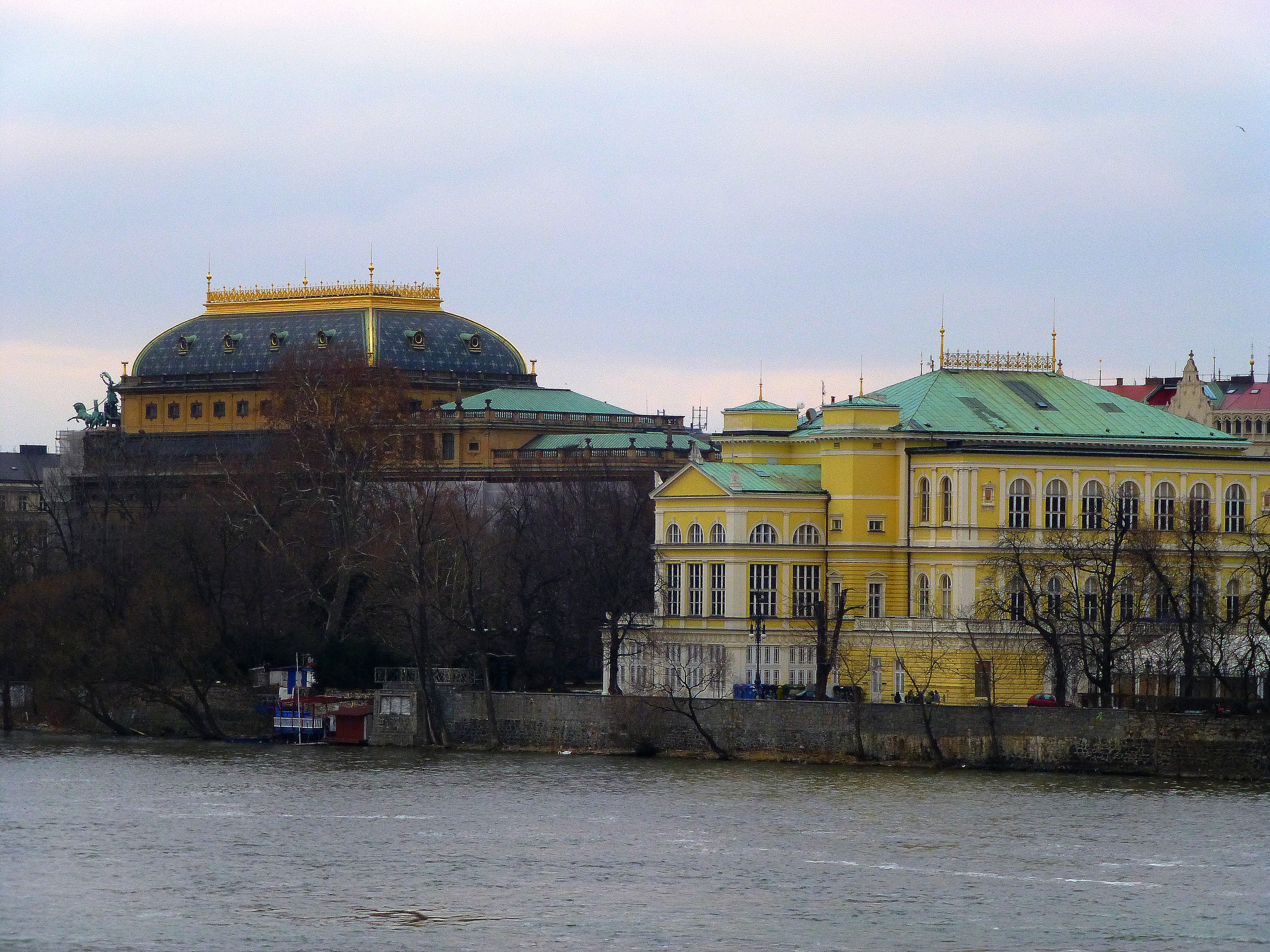
به همراه دیدی از تئاتر ملی در پشت عمارت ژوفین
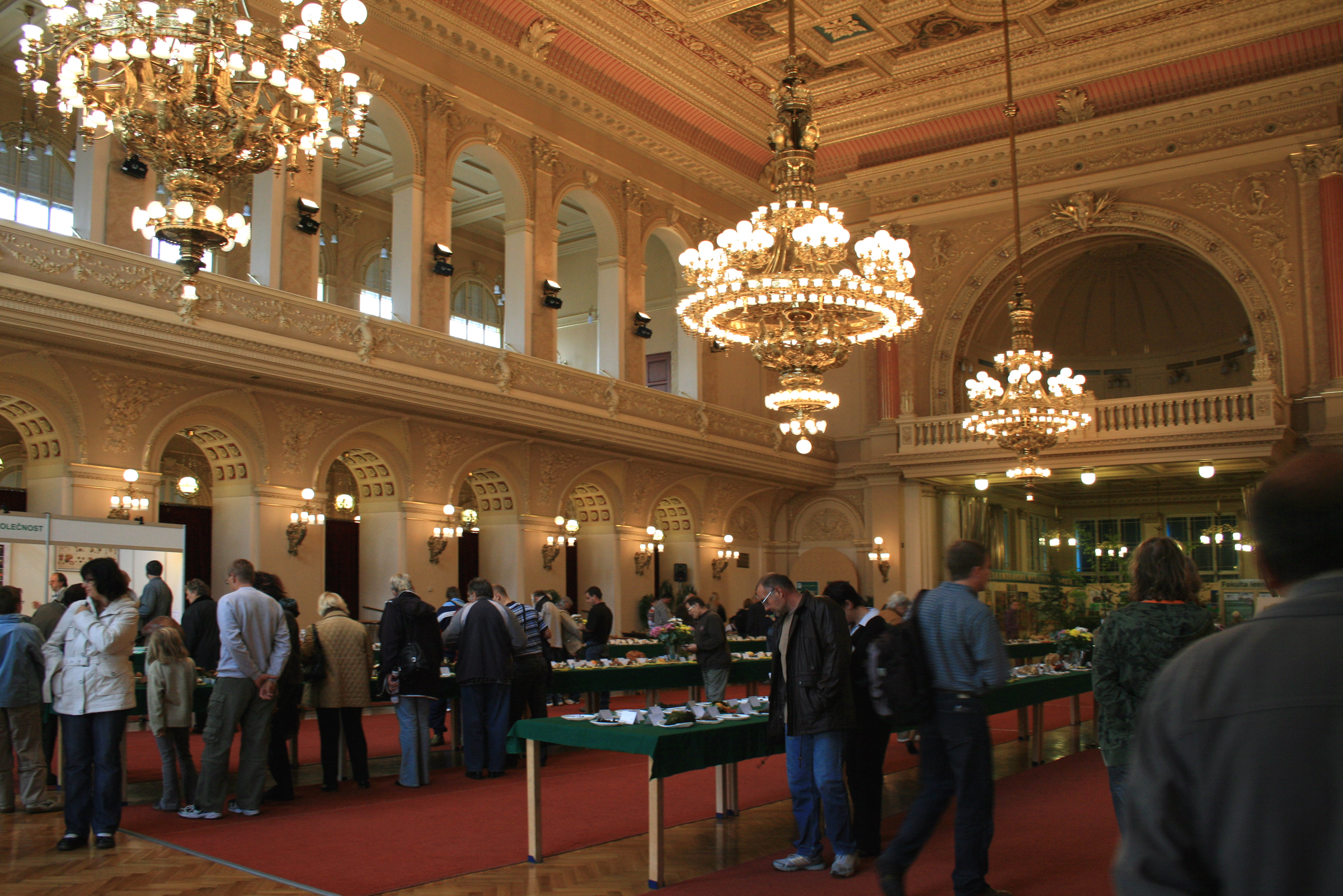
تالار موسیقی ژوفین
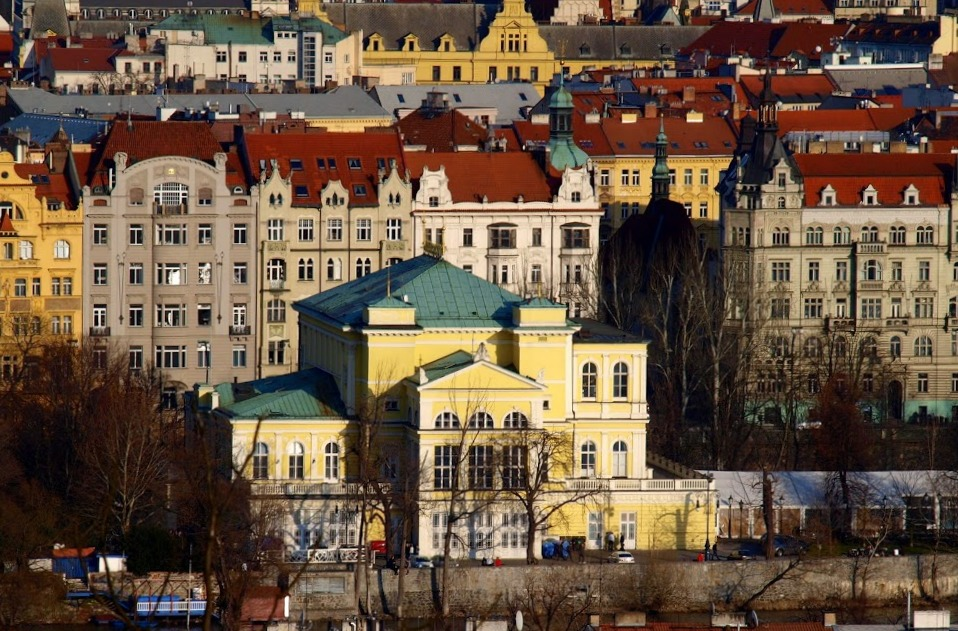
دید کاخ ژوفین از سمت تپه پترین
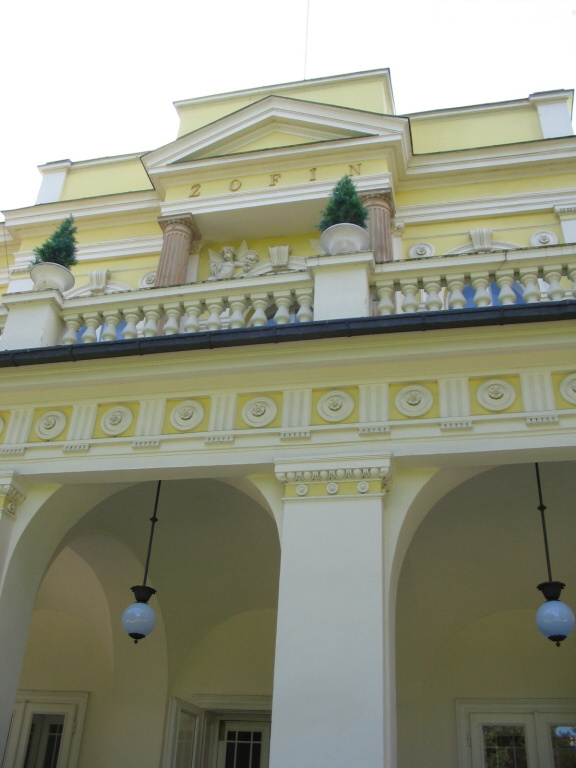
درگاه ورودی
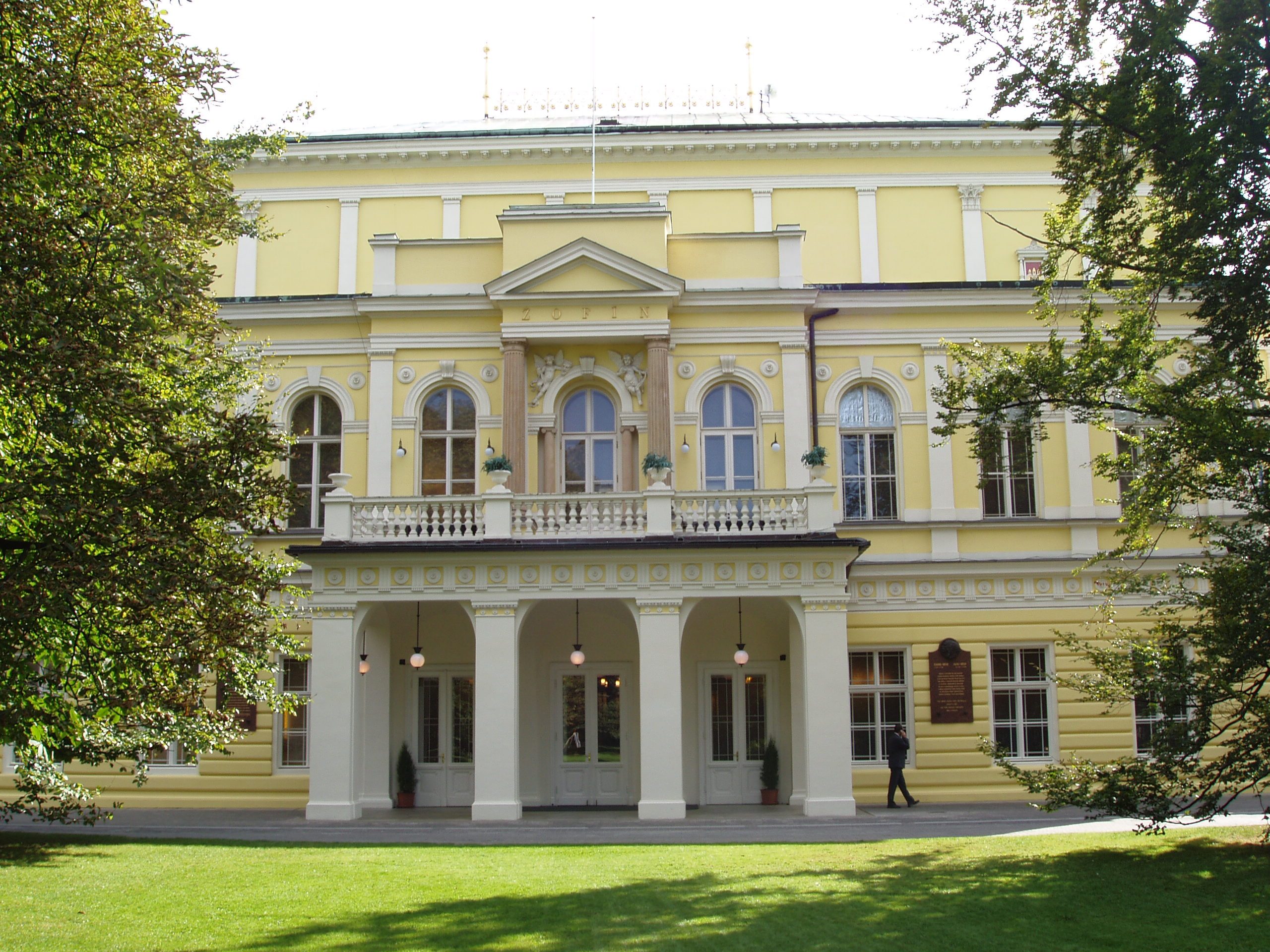
ورودی
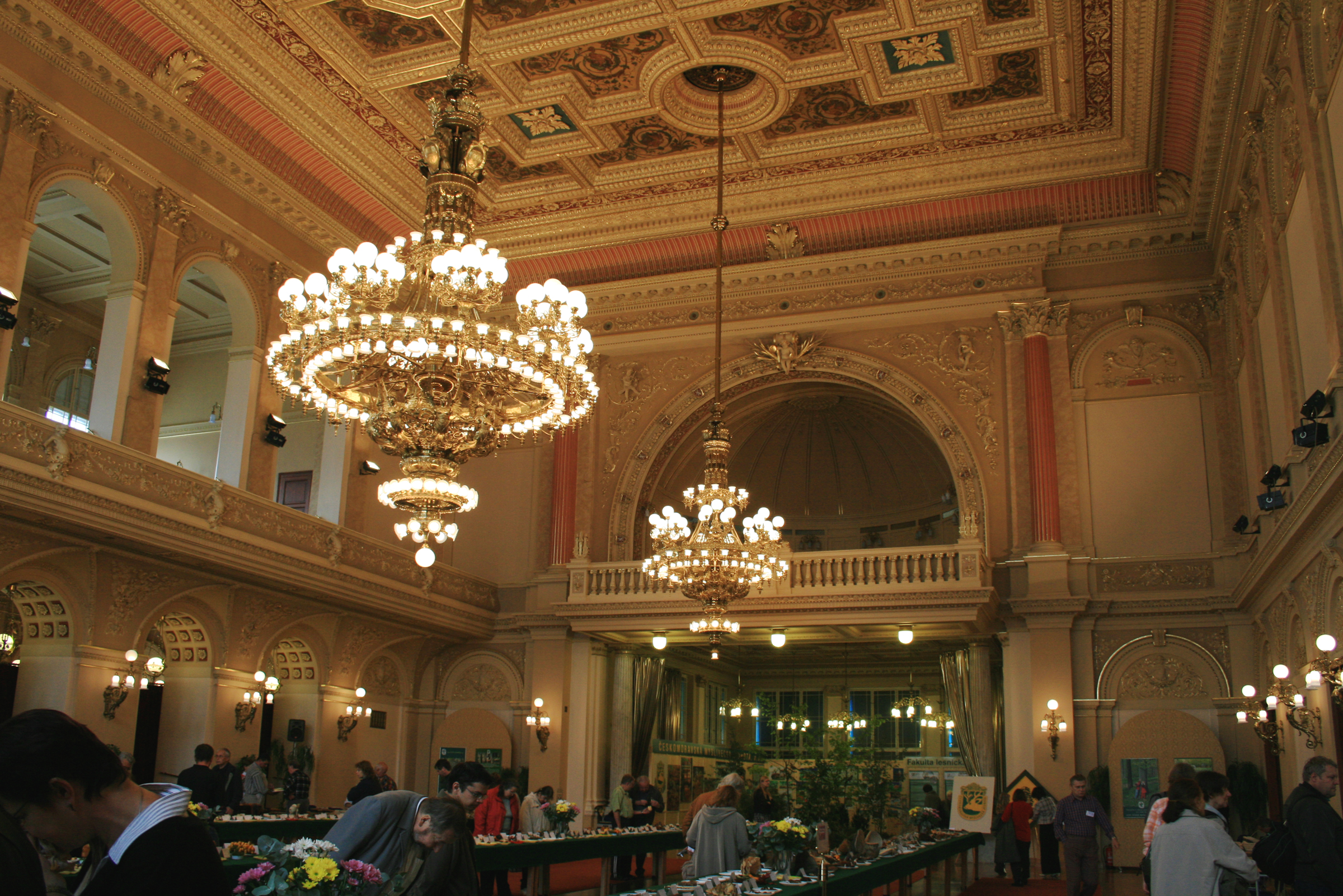
تالار موسیقی